# Fitoaleksin
Fitoaleksini su antimikrobne supstance koje biljke de novo sintetišu i koje se brzo akumuliraju u oblastima patogene infekcije. Fitoaleksini obouhvataju širok spektar hemijski različitih inhibitora, pri čemu su specifični tipovi karakteristični za pojedine biljne vrste. Ova jedinjenja se mogu grupisati u nekoliko klasa: terpenoidi, glikosteroidi i alkaloidi. 

## Funkcija
Fitoaleksini deluju kao toksini za napadujuće organizme. Oni mogu da formiraju otvore u ćelijskom zidu, odlože maturaciju, poremete metabolizam ili spreče reprodukciju  patogena. Njihov značaj za odbranu biljki se može uočiti putem inhibicije njihove biosinteze, pri čemu biljke postaju podložnije infekciji. Mutanti koji nemaju sposobnost produkcije fitoaleksina manifestuju ekstenzivnu kolonizaciju patogenima u poređenju sa divljim tipom. Patogeni specifični za datog domaćina koji imaju sposobnost razgradnje fitoaleksina su virulentniji on onih koji nemaju tu sposobnost.

## Literatura
- Moriguchi T., Matsuura H., Itakura Y., Katsuki H., Saito H., Nishiyama N., Life Sci., 61, 1413—1420 (1997).
- Yukihiro Kodera, Makoto Ichikawa, Jiro Yoshida, Naoki Kashimoto, Naoto Uda, Isao Sumioka, Nagatoshi Ide and Kazuhisa Ono, "Pharmacokinetic Study of Allixin, a Phytoalexin Produced by Garlic", Chem. Pharm. Bull., Vol. 50, 354-363 (2002) . doi:10.1248/cpb.50.354. Недостаје или је празан параметар |title= (помоћ) [мртва веза]

## Spoljašnje veze
-{
- Signals Regulating Multiple Responses to Wounding and Herbivores Guy L. de Bruxelles and Michael R  Roberts
- The Myriad Plant Responses to Herbivores Linda L. Walling
- Induced Systemic Resistance (ISR) Against Pathogens in the Context of Induced Plant Defences MARTIN HEIL
- Notes from the Underground Donald R. Strong and Donald A. Phillips
- Relationships Among Plants, Insect Herbivores, Pathogens, and Parasitoids Expressed by Secondary Metabolites Loretta L. Mannix

}-